# Deutsch Griffen (Gemeinde Deutsch-Griffen)
Die Ortschaft Deutsch Griffen, früher Griffendorf, ist Gemeindehauptort der Gemeinde Deutsch-Griffen im Bezirk St. Veit an der Glan in Kärnten. Die Ortschaft hat 342 Einwohner (Stand 1. Jänner 2025). Bis 1920 war der Ort zwischen den Gemeinden Albeck und Deutsch-Griffen geteilt.

## Lage

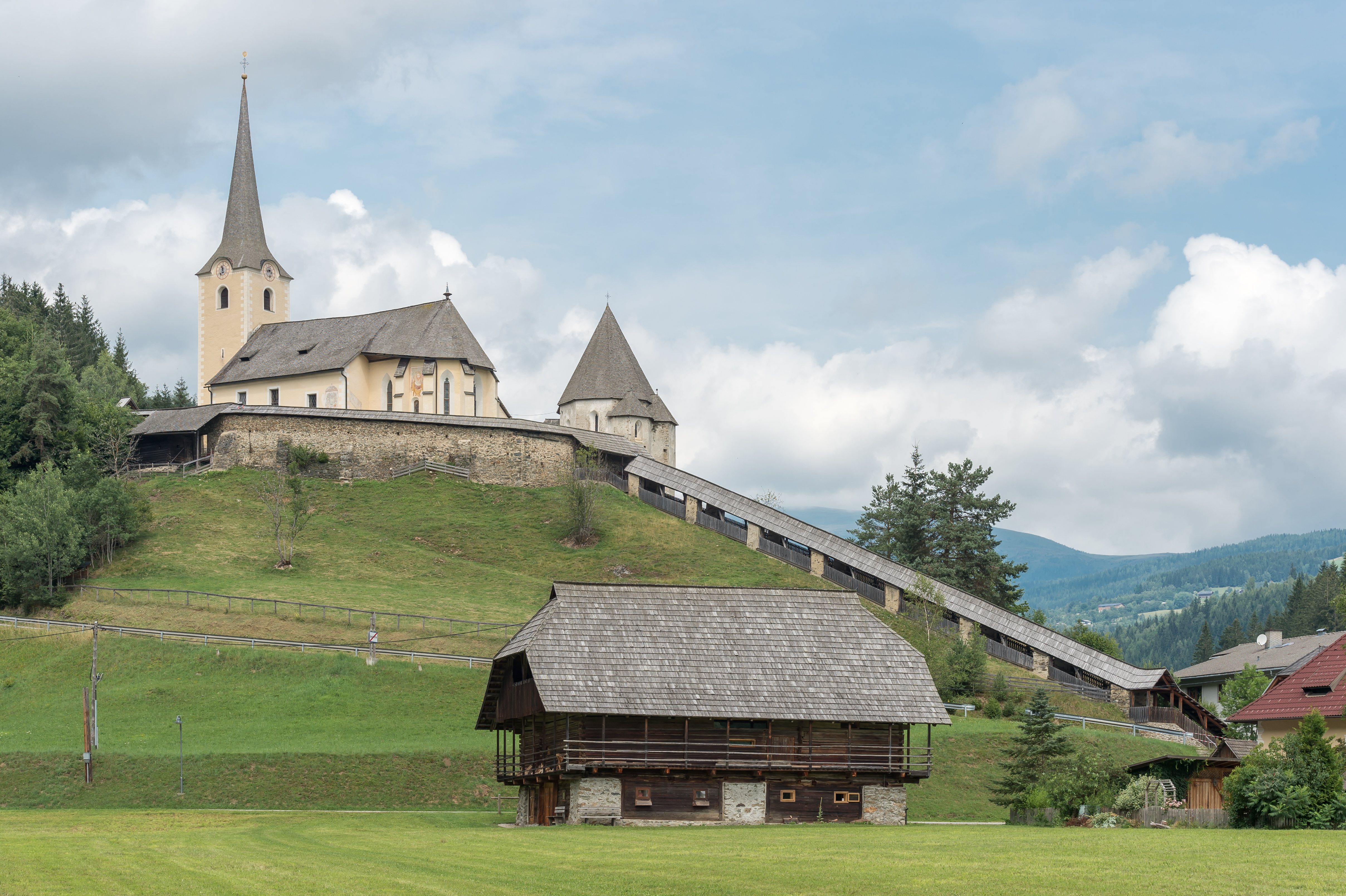
Pfarrkirche Deutsch Griffen

Die Ortschaft liegt in einem linken Seitental des Gurktals, am Griffenbach, nahe der Einmündung des Lammbachs.
In der Ortschaft werden folgende Vulgonamen geführt: Hofbauer (Haus Nr. 1), Thurner (Nr. 3), Moser (Nr. 9), Hofschneider (Nr. 11), Müllner (Nr. 14), Grantner (Nr. 17), Rafflschmiede und -mühle (Nr. 20), Gatterer (Nr. 25), Jörgl (Nr. 30), Kainzbehausung (Nr. 31), Schmiede (Nr. 36), Gärtnerhaus (Nr. 37), Bachkeusche (Nr. 43), Villa Oberortner (Nr. 44), Friedensheim (Nr. 45), Mittendorfer (Nr. 46) und Waldheimkeusche (Nr. 47).

## Geschichte
927 wird Grivinne urkundlich erwähnt. Um 1043 wurde eine Kirche im Ort errichtet, die 1157 als Pfarrkirche belegt ist und später mehrmals erweitert sowie spätgotisch befestigt wurde. Im Mittelalter war der Zugang zur Ortschaft durch einen Wehrbau beim Hof vulgo Thurner geschützt.

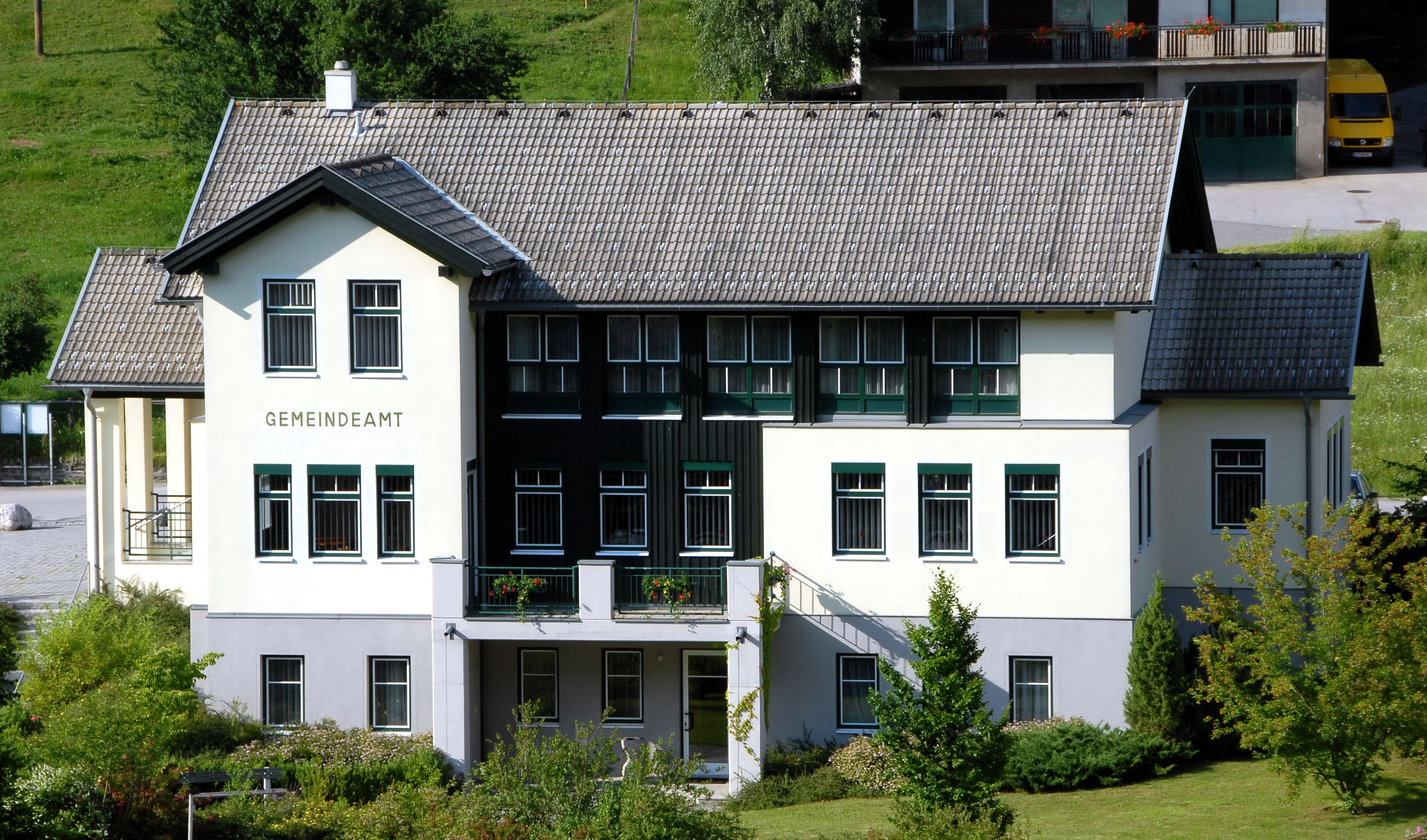
Gemeindeamt in Deutsch Griffen

Bei Gründung der Ortsgemeinden Mitte des 19. Jahrhunderts wurde Deutsch Griffen Hauptort der Gemeinde Deutsch-Griffen. Allerdings reichte damals die Katastralgemeinde Sirnitz der Nachbargemeinde Albeck noch bis zum Ort Deutsch Griffen, so dass der Ort geteilt war: die Pfarrkirche, der Pfarrhof und einzelne weitere Häuser am Fuß des Kirchenhügels gehörten zunächst zur Gemeinde Albeck und kamen erst im Zuge einer Änderung der Katastralgemeinde- und Gemeindegrenzen 1920 an die Gemeinde Deutsch-Griffen.
Bei der Kärntner Gemeindestrukturreform von 1973 hörte die Gemeinde Deutsch-Griffen auf zu bestehen, der Ort Deutsch Griffen kam an die damals neu errichtete Gemeinde Weitensfeld-Flattnitz. Nach einer Volksabstimmung wurde die Gemeinde Deutsch-Griffen 1991 wiedererrichtet und Deutsch Griffen ist seither wieder deren Hauptort.

## Bevölkerungsentwicklung
Für Deutsch Griffen ermittelte man folgende Einwohnerzahlen:
- 1869: 29 Häuser, 177 Einwohner
  - davon 26 Häuser, 163 Einwohner in Gemeinde Deutsch-Griffen,[2] 3 Häuser, 14 Einwohner in Gemeinde Albeck[3]
- 1880: 35 Häuser, 163 Einwohner
  - davon 32 Häuser, 148 Einwohner in Gemeinde Deutsch-Griffen,[4] 3 Häuser, 15 Einwohner in Gemeinde Albeck[5]
- 1890: 30 Häuser, 189 Einwohner
  - davon 27 Häuser, 177 Einwohner in Gemeinde Deutsch-Griffen,[6] 3 Häuser, 12 Einwohner in Gemeinde Albeck[7]
- 1900: 32 Häuser, 213 Einwohner
  - davon 29 Häuser, 196 Einwohner in Gemeinde Deutsch-Griffen,[8] 3 Häuser, 17 Einwohner in Gemeinde Albeck[9]
- 1910: 42 Häuser, 226 Einwohner
  - davon 39 Häuser, 210 Einwohner in Gemeinde Deutsch-Griffen,[10] 3 Häuser, 16 Einwohner in Gemeinde Albeck[11]
- 1923: 34 Häuser, 211 Einwohner[12]
- 1934: 277 Einwohner[13]
- 1961: 62 Häuser, 396 Einwohner[14]
- 2001: 123 Gebäude (davon 105 mit Hauptwohnsitz) mit 171 Wohnungen und 154 Haushalten; 416 Einwohner und 22 Nebenwohnsitzfälle; 15 Arbeitsstätten, 18 forst- und landwirtschaftliche Betriebe[15]
- 2011: 125 Gebäude, 383 Einwohner, 139 Haushalte, 15 Arbeitsstätten[16]
- 2021: 133 Gebäude, 353 Einwohner, 136 Haushalte, 21 Arbeitsstätten[17]